# Generația douămiistă
Generația douămiistă reprezintă o categorie de scriitori care au debutat începând cu anul 2000. Este caracterizată de opțiunea acestora de a scrie altfel. Poeticile lor implicite diferă de la autor la autor și chiar de la un volum la altul, în cazul aceluiași autor.
Această denumire a fost dată de Marin Mincu, prin cenaclul Euridice și prin antologia sa din 2004, „Generația 2000”, „pentru a indica situarea diferită (a autorilor recenți) față de generațiile anterioare, atât la nivelul orizontului de așteptare poetic, cât și al aceluia existențial.”

## Origine
Curentul douămiist a pornit de la două manifeste: fracturismul și utilitarismul.
Fracturismul are mai multe niveluri: sociocultural, psihologic și estetic. Se declară ca fiind reflectarea literară a unei realități noi. Fracturismul luptă împotriva celor care consideră că literatura și-a atins apogeul la sfârșitul anilor optzeci și că poezia tinerilor ar fi o copie nereușită a lunediștilor sau a textualiștilor. De fapt, fracturismul disprețuiește cotididianul (postmodern) și jocurile textuale, considerându-se primul model de ruptură radicală față de postmodernism.
Manifestul fracturist al lui Dumitru Crudu și Marius Ianuș (1998) a provocat în rândul poeților care l-au citit ecouri puternice, unii din ei simțind nevoia unor nuanțări sau contribuții proprii. Dumitru Crudu a adăugat manifestului, după publicare, o anexă cu ambiții teoretice, Ionuț Chiva a realizat o variantă a fracturismului în proză, însă majoritatea reacțiilor la textul apărut în „Monitorul de Brașov” au fost generate de inconsistența lui conceptuală. Principalul reproș a fost acela că manifestul reprezenta mai degrabă o luare de atitudine împotriva canonului literar existent decât proiectul coerent al unui program poetic.
Poeții fracturiști pornesc de la ceea ce le este caracteristic doar lor. Fracturismul reprezintă primul curent care nu mai are nicio legătură cu poezia realului, cu noul antropocentrism sau cu textualismul și este primul model al unei rupturi radicale față de postmodernism.
Utilitarismului poetic a fost teoretizat de Adrian Urmanov. Pornind de la ideea că textul poetic este mort, dacă nu-l implică pe cititor, Urmanov vorbește despre „imunizarea sensibilității în fața stimulilor“, care s-ar traduce printr-o imposibilitate de raportare a receptorului la textul poetic. Autorul manifestului de față îi reproșează fracturismului lipsa unui echilibru de comunicare, considerând că acesta s-ar limita la a fi doar o altă formă de dezechilibru, prin accentul prea puternic pus pe bruiaj și prin privilegierea unei singure componente a procesului de comunicare. Prin această delimitare de fracturism, Urmanov încearcă să-și impună conceptul și viziunea tocmai printr‑o reîntregire a mecanismului de comunicare, care ar redeschide canalele de receptare poet-cititor. Poemul utilitar s-ar construi pe principiile textului de advertising, însușindu‑și de la acesta toate formele de persuasiune.
Fracturismul și utilitarismul nu sunt singurele manifeste ale generației douămiiste. Au mai fost publicate Deprimismul lui Gelu Vlașin și Performatismul lui Claudiu Komartin.
După anul 2006, un nou nume apare pe scena literaturii generației 2000. Este vorba de Ionuț Caragea, văzut de mai mulți critici și scriitori contemporani unul dintre liderii scriitorilor douămiiști, unii dintre recenzori considerându-l chiar liderul acestei generații. . Cu toate acestea, criticul Theodor Codreanu consideră că Ionuț Caragea se diferențiază  atât de vechii textualiști, cât și de naturalismul fiziologic al colegilor de generație . Și criticul Zenovie Cârlugea observă această diferențiere, afirmând că Ionuț Caragea este un poet de substanță care, ferindu-și discursul de porozități, excese și futilități specifice douămiismului, tinde către o lirică a esențelor, nu atât prin oralități și referențialități livrești cât prin intuiții și revelații de profunzime, sondând orizonturi metafizice și fantasmatice abisalități.. Pe de altă parte, criticului literar Maria Ana Tupan precizează că, spre deosebire de colegii de generație, Ionuț Caragea nu practică în mod deliberat și ca semn de recunoaștere intertextualitatea, devenirea sa atipică și originalitatea părându-i atuurile cele mai importante într-un inventar al calităților personale. Criticul Aureliu Goci consideră că poezia lui Ionuț Caragea, din nefericire mai cunoscută și mai apreciată în străinătate decât la noi, susținută de referințe critice de înaltă credibilitate, reprezintă vârful de creație al generației douămiiste, deși, în fapt, prin pasul făcut, poetul rămâne oarecum izolat de generația sa. În numărul din iunie 2024 al revistei Contemporanul, în cadrul rubricii (Con)texte, criticul Maria Ana Tupan scrie articolul "Spațiul virtual și reconceptualizarea experienței poetice", în care îl situează pe Ionuț Caragea în rândul reprezentanților principalei direcții internaționale a generației 2000 – poezia conceptuală. Criticul consideră că conceptualiștii au fost mereu uniți de principiul supremației ideii asupra formei obiectului de artă, acordându‑i o „dispensă retinală”, după cum spune și minimalistul Sol LeWitt. Criticul mai precizează că noutatea generației 2000 a fost dată de contextul în care s‑a afirmat. Poezia conceptuală insistă asupra procesului de creație care înlocuiește o ipostaziere a operei. Ca și poezia concettistă a barocului, poezia conceptuală contemporană încântă prin ingeniozitate, inteligență, disimulată dar sofisticată codificare a mesajului. Spre deosebire de „omul secret” al barocului, însă, conceptualiștii au în program un apel la comuniune către poeții lumii, îndemnându‑isă aducă în spațiul public internațional specificul local. Criticul concluzionează că prin mozaicul național/ universal al poeziei sale, Ionuț Caragea răspunde acestei chemări.

## Caracteristici
Poezia anilor 2000 nu este una unitară. În ciuda delimitărilor teoretice clare între fracturism și utilitarism, mai întâi, iar apoi, între diferite vârste ale tinerei poezii românești a anilor 2000, e „imposibil de identificat un model fundamental comun sau un corpus de discursuri acceptat ca reper de mai mult de doi sau trei scriitori”. Cu toate acestea, Grațiela Benga își asumă rolul realmente dificil al categorisirii, împărțind tabloul douămiist în: „poezia noului realism autenticist”, poezia conceptului și a limbajului”, „poezia autenticismului existențialist”, „poezia neoexpresionistă”, „poezia măștilor”, „poezia profundului”, „poezia traumei”, poezia intervalului”, „poezia de tranziție moderată” (după 2006), „poezia fără bariere”, poezia „de la fizic la meta-fizic”, „poezia contradicților”, „poezia alienării”, „poezia lucidității”, „poezia memoriei”, plus o categorie suplimentară, indecisă, numită „căutări, așezări, reașezări”.
Tinerii autori ai anilor 2000 sunt vocali, energici, revoltați, dar nu au cu toții aceeași atitudine ireverențioasă și nici nu împărtășesc aceeași stilistică.
Generația douămiistă abordează teme precum: explorarea mizeriei cotidiene, retragerea imaginarului literar în zona lumilor marginale din punct de vedere social, în spațiile lipsite de orizont ale periferiei și provinciei, sondarea formelor existenței larvare, focalizarea pe detalii ce frizează grotescul, cultivarea oralității, „coloristica“ argotică a limbajului, exprimarea frustă, directă, „indecentă“ sau chiar „vulgară“, „lipsa de pudoare” sau supradimensionarea temei sexualității, până la alunecarea pe panta „pornografiei“.
„Douămiiștii“ nu s-au individualizat doar din perspectivă mai largă, exterioară, prin modul în care s-au raportat la fenomenele literare anterioare și la formele lor de reprezentare specifice. Mai exact, prin radicalizarea proiectului biografist-autenticist optzecist și prin „reumanizarea“ literaturii.
Multe dintre direcțiile explorate într-o primă fază, precum visceralitatea, agresivitatea discursului, „predilecția pentru morbid și pentru zonele psihedelice și intraumane“, care nici nu pot fi considerate linii definitorii pentru poezia „douămiistă“ în ansamblu, sunt abandonate ulterior sau rămân în alte fonduri de expresivitate.
Atracția către obscenitate este tipică mentalității postmoderniste. Limbajul douămiiștilor este extrem de dur, chiar obscen, până la limita suportabilității argotice.
Acești poeți vor să ﬁe (și sunt) cei mai radicali: nu-i mai satisfac ironia, ludicul, parodicul, autoreferențialitatea textuală – trăsături acreditate de literatura optzecistă în special. Ceea ce îi preocupă nu este textul și nici experimentul textualist, ci, în primul rând, contextul social. Sunt autori a căror biograﬁe a fost marcată de perioada de tranziție a anilor ‘90, perioadă în care și-au petrecut adolescența, și pentru care căderea regimului comunist a reprezentat un moment cheie și o oportunitate de deturnare a canonului optzecist, căruia i-au reproșat incapacitatea de a opune rezistență printr-o subversiune explicită și prin luări de poziție categorice.

## Poeți reprezentativi
| Constantin Acosmei | 1995 |                 | A debutat înainte de anul 2000 |
| Șerban Axinte      | 1998 | Starea balanței | A debutat înainte de anul 2000 |

- Constantin Acosmei
- Șerban Axinte
- Ștefan Baștovoi
- Constantin Virgil Bănescu
- Ionuț Caragea
- Rita Chirian
- Dumitru Crudu
- Sorin Despot
- Liviu Diamandi
- Domnica Drumea
- Mugur Grosu
- Marius Ianuș
- Doina Ioanid
- T.S. Khasis
- V. Leac
- Ștefan Manasia
- Robert Mândroiu
- Ruxandra Novac
- hose pablo
- Silviu Viorel Păcală[33]
- Andrei Peniuc
- Cosmin Perța
- Andrei Ruse
- Dan Sociu
- Răzvan Țupa
- Liviu Uleia
- Adrian Urmanov
- Mihai Vakulovski
- Alexandru Vakulovski
- Radu Vancu
- George Vasilievici
- Miruna Vlada
- Gelu Vlașin
- Elena Vlădăreanu